# Rodanasi
La rodanasi è un enzima epatico che catalizza la coniugazione fra gli ioni cianuro (CN−) e il tiosolfato S2O2−3, generando acido tiocianico.
La reazione chimica è la seguente:
CN− + S2O2−3 → SCN− + SO2−3
La reazione avviene in due step. Nel primo step, il tiosolfato reagisce col gruppo tiolico della cisteina-247, a formare disolfuro. Nel secondo step, il disolfuro reagisce col cianuro, per produrre tiocianato, mentre il disolfuro si trasforma in tiolo.
Oltre al tiosolfato l'enzima può usare come substrato anche l'idrossicobalamina che trasforma in cianocobalamina.